# Монтекристо
Монтекристо, също Монте Кристо (на италиански: Isola di Montecristo), по-рано Огласа (на старогръцки: Ὠγλάσσα – Ōglassa), е остров в Тиренско море и е част от Тосканския архипелаг. Административно той принадлежи на община Портоферайо в провинция Ливорно, Италия. Островът има площ от 10,39 km2, широк е приблизително 4,1 km в най-широката си част и е дълъг 3,4 km. Бреговете са стръмни и се простират на 16 км. Островът е държавен природен резерват и представлява част от Националния парк на Тосканския архипелаг.